# ストロンボリ (料理)
ストロンボリは、モッツァレラを代表とするさまざまなチーズ、サラミやハムなどの肉類や野菜を使ったピザで、ターンオーバーと呼ばれる包み焼きの一種。伝統的にイタリア風ピザ生地が使用される。

## 製法
ストロンボリは、正方形のピザ生地に具材をトッピングした後、筒状に丸めて焼き上げる。
多くのアメリカのピザ店では、ピザ生地を半分に折り曲げ、その中に具材を詰めたカルツォーネのようなものをストロンボリとして扱っている。

## 起源
ストロンボリの起源は、イタリアのシチリア島にあり、その調理法は1900年代初中期にイタリア移民によってアメリカ合衆国に持ち込まれたとされる。
だが、アメリカで食されるストロンボリの命名に関しては、いくつかの異なる主張がある。
ひとつは、ワシントン州スポケーンのハンバーガーショップ「マイクス・バーガー・ロイヤル」のマイク・アキーノによって1954年に「ストロンボリサンドイッチ」が発明されたというもので、アキーノは、映画のタイトル「ストロンボリ、神の土地」から名づけたと述べている。
もうひとつは、フィラデルフィア近郊のティニカムタウンシップ エシントンにある「ピザとイタリア料理の店 ロマーノズ」のナッツァレーノ・ロマーノによって1950年から提供されたもので、ロマーノの友人から当時公開された映画の名前を使うように薦められた。